# HMS Quilliam (G09)
«Квіліам» (G09) (англ. HMS Quilliam (G09) — військовий корабель, лідер ескадрених міноносців типу «Q» Королівського військово-морського флоту Великої Британії за часів Другої світової війни.
Ескадрений міноносець «Квіліам» закладений 19 серпня 1940 року на верфі компанії R. and W. Hawthorn, Leslie and Company, Limited у Геббурні. 29 листопада 1941 року він був спущений на воду, а 22 жовтня 1942 року увійшов до складу Королівських ВМС Великої Британії. Есмінець брав участь у бойових діях на морі в Другій світовій війні, бився на Тихому океані.

## Історія служби

### 1944
19 квітня 1944 року «Квіліам» взяв участь у повітряно-морській військовій операції з бомбардування авіаносною авіацією союзників (оперативні групи 69 та 70) важливих цілей — об'єктів нафтової промисловості — на окупованій японськими військами території острову Сабанг (північніше Суматри).
З 16 на 17 травня «Квіліам» залучався до чергової масштабної військової операції із завдавання ураження японським об'єктам у Сурабаї. 6 травня 65-та оперативна група Східного флоту під командуванням адмірала Дж. Сомервілля вийшла з Тринкомалі й попрямувала в бік Голландської Ост-Індії. Одночасно 66-та оперативна група віцеадмірала А. Пауера вийшла з Коломбо.
25 липня 1944 року есмінець входив до складу ескортної групи британського флоту, що під командуванням адмірала Джеймса Сомервілля проводила операцію «Кримзон», метою якої було завдавання повітряних ударів по японських аеродромах в окупованих індонезійських містах Сабанг, Лхокнга та Кутараджа, що здійснювалася палубною авіацією з авіаносців в Індійському океані.

### Голландський флот
«Квіліам» був одним із шести есмінців типу Q, які пережили Другу світову війну. Хоча п'ятеро з них були передані Королівському флоту Австралії, натомість 21 листопада 1945 року «Квіліам» був переданий Королівському флоту Нідерландів, де його перейменували на HNLMS Banckert і надали номер вимпела D801. Корабель був переобладнаний за голландськими стандартами, і перед його переведенням для проходження служби в Нідерландській Ост-Індії був встановлений новий ніс.
«Банкерт» брав участь у подіях Індонезійської національної революції. Провівши патрулювання під час нідерландських «поліцейських протидій», лідер повернувся до Нідерландів у серпні 1948 року, для ремонту, який тривав до 19 вересня 1949 року.